# 오리온자리 팔

우리 은하의 관측된 나선팔 구조

오리온자리 팔(영어: Orion Arm)은 가로 약 3,500 광년(1,100 파섹), 세로 10,000 광년(3,100 파섹) 규모의 우리 은하의 작은 나선팔이다. 지구 및 태양계는 이 오리온자리 팔 안에 위치한다. 또한 이 나선팔은 오리온자리-백조자리 팔(Orion-Cygnus Arm)이나 국부 팔(Local Arm), 오리온자리 다리(Orion Bridge), 국부 돌출부(Local Spur) 또는 오리온자리 돌출부(Orion Spur) 이라고 표현되기도 한다.
오리온자리 팔이라는 이름은 북반구에서 겨울철(남반구에서는 여름)에 가장 유명한 별자리 중 하나인 오리온자리에서 따왔다. 이 별자리에서 가장 밝은 별 및 가장 유명한 천체 일부(베텔게우스, 리겔, 오리온 벨트의 별, 오리온 대성운성운)이 오리온자리 팔에 위치해 있는데, 아래의 대화식 지도에서 볼 수 있다.
오리온자리 팔은 궁수자리-용골자리 팔(은하 중심 방향)과 우리 은하의 두 주요 나선팔 중 하나인 페르세우스자리 팔(바깥쪽 우주 방향) 사이에 위치해 있다. 인접한 두 기다란 나선팔인 페르세우스자리 팔과 궁수자리-용골자리 팔 사이의 작은 구조로 여겨지는 긴 "돌출부"(spur)가, 사실 페르세우스자리 팔의 가지이거나 아마도 그 자체로 독립적인 팔의 부분일 것이라는 증거가 2013년 중반에 발표되었다.
오리온자리 팔 내의 지구를 포함한 태양계는 은하중심으로부터 약 8,000 파섹(26,000 광년) 떨어져 있으며, 오리온자리 팔의 세로를 따라 거의 중간에 있는 국부 거품의 안쪽 가장자리 근처에 위치해 있다.

## 메시에 천체

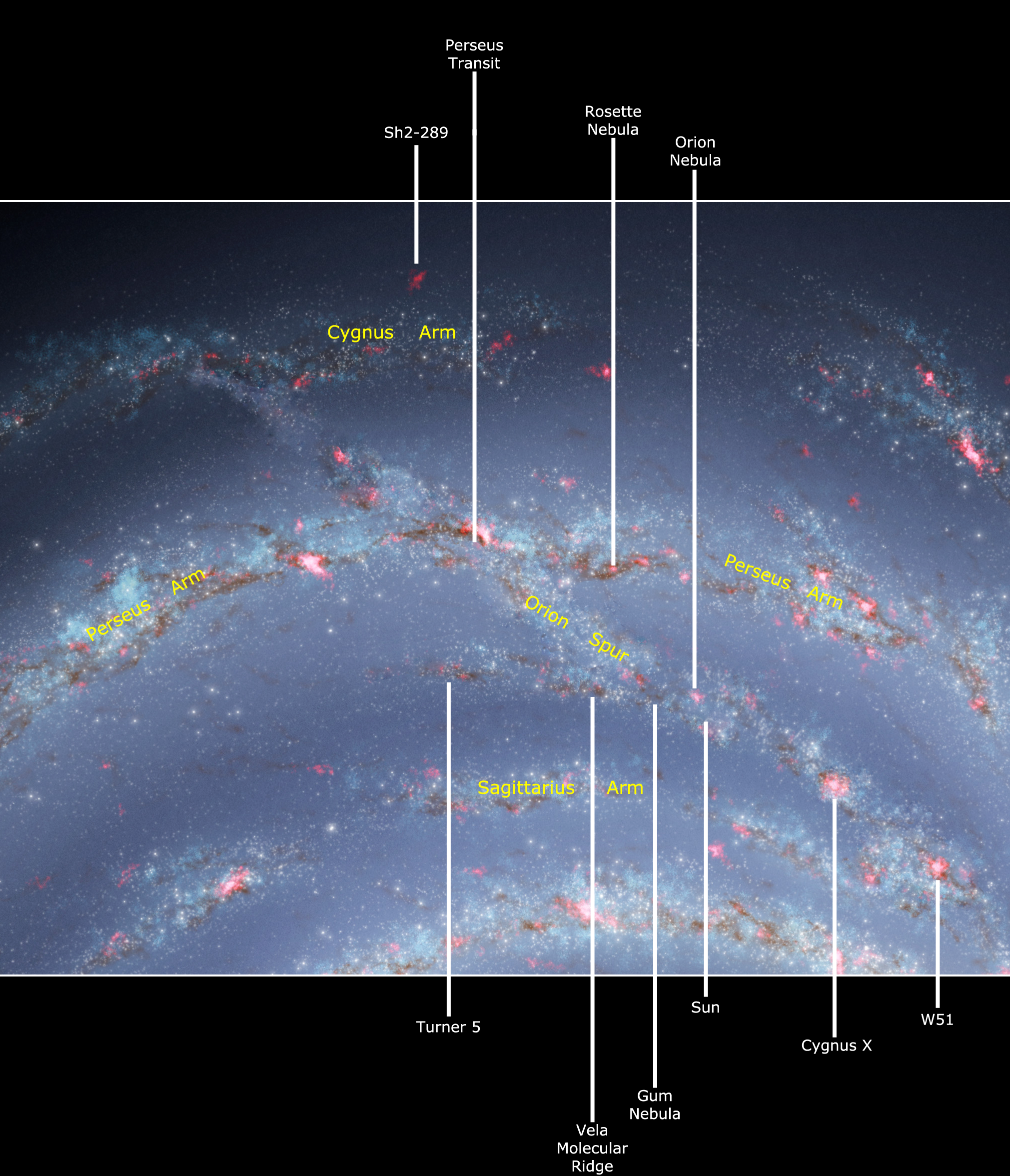
오리온자리 팔의 형태

오리온자리 팔에는 많은 메시에 천체가 포함되어 있다.
- M6 나비 성단
- M7 프톨레마이오스 성단
- M23
- M25
- M27 아령 성운
- M29
- M34
- M35
- M39
- M40
- M41
- M42 오리온자리 성운
- M43 드 모이란 성운
- M44 벌집 성단
- M45 플레이아데스 성단
- M46
- M47
- M48
- M50
- M57 고리 성운
- M67
- M73
- M76 작은 아령 성운
- M78
- M93
- M97 부엉이 성운

## 같이 보기
- 굴드 대
- 국부 거품
- 고리 I 거품
- 메시에 천체 목록
- 가까운 별 목록